# Ghiacciaio Deception
Il ghiacciaio Deception è un ghiacciaio lungo circa 45 km situato nella regione centrale della Terra di Oates, in Antartide. Il ghiacciaio, il cui punto più alto si trova a circa 1700 m s.l.m., si trova in particolare nell'entroterra della costa di Hillary, poco a sud delle cascate di ghiaccio Skelton, dove fluisce verso sud, scorrendo tra la dorsale Warren, a ovest, e la dorsale Boomerang, a est, fino a unire il proprio flusso a quello del ghiacciaio Mulock.

## Storia
Il ghiacciaio Deception è stato mappato dai membri della spedizione Terra Nova, condotta dal 1910 al 1913 e comandata dal capitano Robert Falcon Scott, ma così battezzato solo in seguito dai membri del reparto neozelandese della spedizione Fuchs-Hillary, condotta dal 1955 al 1958, poiché, sebbene esso sembri, dalle mappe, puntare verso il nevaio Skelton, situato a nord, in realtà fluisce verso sud; "deception" in inglese significa infatti "inganno".